# Pürrhoszi háború

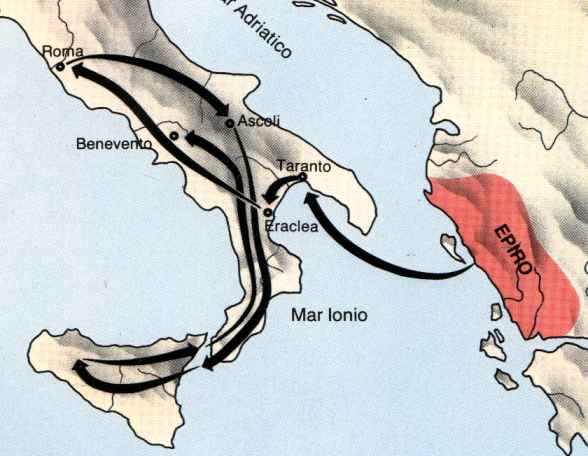
Pürrhosz útvonala

A pürrhoszi háború (i. e. 280 – i. e. 275) csaták egész sorozatát foglalja magában, változó politikai szövetségek közepette a görögök különösen Épeirosz, Makedónia, és Magna Graecia városállamai, a rómaiak, a szamniszok és etruszkok, és Karthágó között.

## Előzmények
A pürrhoszi háború kezdetben egy apró konfliktus volt, Róma és Tarentum városa között, egy hajózási egyezmény megszegése miatt. Tarentum egyszer kölcsönt nyújtott a görög uralkodónak, Pürrhosznak, amiért cserébe katonai támogatást kért Épeirosztól. Pürrhosz adóssága fejében közbelépett a kialakult konfliktusba. Hogy elősegítsük a helyzet bonyolult történelmi vizsgálatát, Pürrhosz beleavatkozott Szicília egy belső politikai konfliktusába is, melyben harcolt a karthágói fennhatóság ellen.
Pürrhosz beavatkozása Szicília regionális konfliktusába drasztikusan csökkentette Karthágó befolyását a térségben. A Pürrhoszi háború próbára tette mind az ókori Görögország államait, akik tehetetlenül néztek az elé, hogy megvédjék Magna Greacia szabad kolóniáit, és a római légiókat, akik képessé váltak konkurálni a hellén királyságok seregeivel. Ez megnyitotta az utat a római befolyás kiterjesztésének Magna Graecia városai felett, eredményezve ezzel a római hatalom megszilárdítását egész Itáliában. Róma feljegyzésekkel bebizonyította, hogy ez vezetett végül a pun háborúkhoz.